# Бри (сирене)
Бри (на френски: Brie) е вид меко френско сирене от краве мляко, което получава своето наименование по името на френската историческа област Бри (разположена в централния регион Ил дьо Франс), където за пръв път започва да се произвежда през средните векове.

## История
Бри е едно от най-популярните френски сирена с многовековна история, водеща своето начало от средните векове. Според едни източници сиренето започва да се произвежда първоначално през VІІ век в абатството Жуар, според други води своето начало от градчето Мо, недалеч от Париж. Това сирене било любимо на френските и европейски крале и владетели в протежение на векове и е наричано „кралско сирене“ до Френската революция..
До втората половина на ХІХ век сиренето се произвежда изключително в селските ферми. Повишеното му търсене обаче довежда до започване на промишленото му производство в края на ХІХ век. Едва в началото на ХХ век Бри започва да се произвежда, покрито с бялата благородна плесен, и във вида, познат днес.
През 1980 г. бри е сертифицирано като сирене с контролиран произход– А.О.С. Защитени са 2 марки, водещи имената си от градовете, където се произвеждат – Бри де Мо (Brie de Meaux) и Бри де Мелен (Brie de Melun).

## Характеристика
Бри принадлежи към групата на меките сирена с бяла благородна плесен. Бялата му хрупкава коричка е изпъстрена с бежово-розови петна. Повърхността на сиренето е покрита с фина, бяла плесен, която се яде, въпреки че няма характерен вкус. Самото сирене под плесеновата обвивка е с млечно бял до бледо – жълт, сламен цвят. Сиренето има нежен, каймачен вкус, с плодови нюанси. Ароматът му е силен, но не остър, с нюанс на ядки и гъби. Младото сирене има по-мек и нежен вкус, който в течение на зреенето става по-остър и пикантен.
На вкус бри прилича на своя събрат камамбер, но неговата масленост е по ниска – около 25 – 30 %.
Презрялото сирене се разпознава по покафеняването на плесеновата обвивка и мириса на амоняк. Когато питата е разрязана, зреенето престава и срокът на годност обикновено е няколко дни. Когато питата е цяла срокът на годност е до 6 месеца при съхранение в хладилник и температура до +4 °C.
В 100 гр. сирене бри се съдържат: 28 гр. мазнини, 629 мгр. натрий, 21 гр.протеини. Калоричност 334 Ккал.

## Производство
Бри се произвежда от непастьоризирано краве мляко. Сиренето се прави както от пълномаслено, така и от обезмаслено мляко, подсирено с мая за сирене при телесна температура на млякото. Произвежда се на неголеми пити с диаметър от 30 до 60 см., с дебелина 3 до 5 см. Към млякото се добавя фермент, след което се нагрява до температура 37 °C. След това се поставя в мраморни форми и се оставя да престои 18 часа. След това сиренето се изважда, осолява се и се добавят плесенни бактерии от рода на пеницилина (Penicillium candidum, Penicillium camemberti) – същите като при камембера и/или с бактерията Brevibacterium linen. Бактериите първоначално изграждат коричката, а след това се разпространяват и в дълбочина. Сиренето зрее от 1 до 2 месеца при температура 10 градуса. За пита с диаметър 35 см. и дебелина 4 см. са необходими около 20 литра мляко.

## Разновидности
Понастоящем сиренето бри се произвежда в три разновидности:
- Бри дьо Мо (Brie de Meaux). Прави се в областта Бри, в околностите на гр. Мо, от непастьоризирано краве мляко. Питите са с диаметър 36 – 37 см. и средно тегло 2,8 кг. коричката е тънка, бяла. За производството на едно пита се използват 25 литра краве мляко. Минималният срок на зреене е 3 седмици, но обикновено този период варира от 6 до 8 седмици.
- Бри дьо Мелюн (Brie de Melun). Прави се изключително във ферми. Вътрешната структура на сиренето наподобява мека паста. Отвън сиренето е покрито с нежен бял мухъл и кафеникави ивици. питите са с диаметър 27 см., дебелина – 3 см. и средно тегло – от 1,3 до 1,5 кг. Съдържанието на мазнини е високо – около 45%. Това сирене се отличава с плодов вкус. За производството на едно пита се използват 14 литра краве мляко. Срокът на зреене е не е по-малко от 4 седмици.
- Бри дьо Куломие (Brie de Coulomiers). „Бри дьо Куломие“ все по често се нарича само "Куломие", и се обособява като отделен вид сирене.

## Консумация
Бри може да се консумира направо или като съставка в различни сосове, салати, супи и други ястия, както и с различни плодове или конфитюри. Богатият му аромат придава на всяко ястие особен и неповторим вкус. Сиренето се сервира на стайна температура. Консумира се заедно с плесеновата коричка. С бри се съчетават добре, както бели, така и червени вина, популярна е и комбинацията с шампанско.